# Maximilian Prechtl
Maximilian Prechtl (* 20. Oktober 1757 in Hahnbach als Georg Prechtl; † 12. Juni 1832 in Amberg) war Professor für Dogmatik und Moral in Amberg und letzter Abt des Klosters Michelfeld.

## Leben
Nach der Volksschule in Hahnbach besuchte er das Amberger Gymnasium. Nach dem Gymnasium 1775 trat er in das Benediktinerkloster Michelfeld ein und erhielt bei der Einkleidung den Ordensnamen Maximilian. Am 25. November 1776 legte er sein Ordensgelübde ab und wurde am 22. September 1781 vom Bamberger Weihbischof Adam Behr zum Priester geweiht. Die nächsten Jahre wurde er als Kaplan am Benediktinnerinnenstift Nonnberg bei Salzburg eingesetzt. Neben juristischen und theologischen Studien an der Salzburger Universität lernte er in dieser Zeit die französische und italienische Sprache. 1785 kehrte er nach Michelfeld zurück. Neben einer zu betreuenden Pfarrstelle in Gunzendorf lehrte er im Kloster Theologie und hielt ab 1786 auch Vorträge über deutsches und bayerisches Recht. Am 25. Oktober 1794 wurde er zum Professor für Dogmatik und Moral am Lyzeum in Amberg ernannt. Zudem wurde zum Pfarrer des Malteserkommende Amberg ernannt. Am 16. Februar 1799 hielt er die Trauerrede für den verstorbenen Kurfürsten Karl Theodor. Nachdem er nicht nur dessen Stärken, sondern auch Schwächen nannte, wurde ihm die Professorenstelle entzogen und er wurde zum Lehrer der zweiten Rhetorik am Gymnasium degradiert. Am 14. Januar 1800 wurde er einstimmig zum Abt des Klosters Michelfeld gewählt. In der Folge ließ er in Michelfeld ein Schulhaus erbauen. Nach der Aufhebung des Klosters während der Säkularisation zog Prechtl für acht Jahre nach Vilseck und kehrte danach nach Amberg zurück. 1821 wurde ihm die Stelle des Weihbischofs in Passau angeboten, die er aus Gesundheitsgründen ablehnte. Gleiches galt für die 1826 angebotene Stelle der Diözese Regensburg als Präses des Benediktinerklosters Metten.
In Amberg wurde die Prechtlstraße nach Maximilian Prechtl benannt.

## Quelle
- Oberpfälzischer Kurier vom 10. Juni 1932: Maximilian Prechtl. Der letzte Abt des Benediktinerklosters Michlfeld. Erinnerungen zu seinem 100. Todestag am 12. Juni 1932.
- Maximilian Prechtl in Neuer Nekrolog der Deutschen, 10. Jahrgang, 1832. Ilmenau 1834. S. 469 f.

| Personendaten    | Personendaten                                                                     |
| ---------------- | --------------------------------------------------------------------------------- |
| NAME             | Prechtl, Maximilian                                                               |
| ALTERNATIVNAMEN  | Prechtl, Georg (Geburtsname)                                                      |
| KURZBESCHREIBUNG | deutscher Ordensgeistlicher, Hochschullehrer und Professor für Dogmatik und Moral |
| GEBURTSDATUM     | 20. Oktober 1757                                                                  |
| GEBURTSORT       | Hahnbach                                                                          |
| STERBEDATUM      | 12. Juni 1832                                                                     |
| STERBEORT        | Amberg                                                                            |